# Evoluzione molecolare
Per evoluzione molecolare si intende il processo evolutivo applicato su DNA, RNA e proteine. L'evoluzione molecolare nacque come disciplina scientifica negli anni sessanta, nel momento in cui gli scienziati di diverse discipline (biologia molecolare, biologia evolutiva e genetica delle popolazioni) iniziarono a interpretare le recenti scoperte nella struttura e funzione di acidi nucleici e proteine. Alcuni argomenti che stimolarono particolarmente lo sviluppo di questo campo furono l'evoluzione della funzione degli enzimi, l'uso della divergenza tra acidi nucleici come orologio molecolare per studiare le divergenze fra specie e l'origine del DNA spazzatura.
I recenti sviluppi della genomica, tra cui il sequenziamento di interi genomi, la caratterizzazione delle proteine ad alto rendimento e la bioinformatica hanno portato ad un enorme aumento nello studio dell'argomento. Negli ultimi anni alcuni tra i temi più dibattuti sono il ruolo della duplicazione nello sviluppo di nuove funzioni geniche, il limite dell'evoluzione molecolare adattativa rispetto a quella neutrale e l'identificazione dei cambiamenti molecolari responsabili di diverse caratteristiche umane specialmente quelli associati a infezioni, malattie e cognizione.

## I principi dell'evoluzione molecolare

### Mutazioni
Le mutazioni sono cambiamenti del materiale genetico (DNA e più raramente RNA) di un organismo; possono originarsi spontaneamente o essere indotte da particolari agenti fisici o chimici detti appunto mutageni. Se esse non sono riconosciute e riparate correttamente dai sistemi di riparazione del DNA si fissano permanentemente nel genoma e vengono ereditate dalle generazioni successive. Le mutazioni potranno avere un effetto, sia positivo che (più frequentemente) negativo, oppure essere neutrali.
Le mutazioni forniscono in pratica il "materiale grezzo" su cui agisce l'evoluzione; esse, infatti, creano in una popolazione la necessaria condizione di variabilità genica, su di essa operano i processi di ricombinazione genetica formando le diverse combinazioni alleliche di ciascun individuo; queste combinazioni infine possono essere sottoposte a diversi processi evolutivi che alterano la frequenze dei vari alleli.

### Cause del cambiamento della frequenza allelica
Dopo che le mutazioni hanno modificato la sequenza dei geni, creando nuove forme alleliche, sono presenti tre processi che determinano e modificano la frequenza di un allele:
- la selezione, in particolare la selezione naturale e quella sessuale. La prima è prodotta dalla differente mortalità e fecondità dei vari organismi. La mortalità differenziale è definita come il tasso di sopravvivenza degli individui prima della loro età riproduttiva; individui con minore mortalità avranno più probabilità di entrare nell'età fertile e saranno, a questo punto, selezionati in funzione della fertilità differenziale; maggiore sarà la fertilità differenziale maggiore la probabilità di trasmettere i propri geni alla generazione successiva. Ne consegue che gli alleli che offrono minore mortalità e maggiore fertilità aumenteranno in frequenza nella popolazione.
- la deriva genetica, che determina variazioni della frequenza allelica che non possono essere ricondotti all'azione della selezione, ma sono dovuti a eventi non connessi con il carattere ereditario. Il fenomeno è in genere conseguenza degli incroci all'interno di popolazioni piccole; in particolare di dimensioni tali da non poter ottenere una prole sufficientemente grande da mantenere la stessa distribuzione genica della generazione parentale.
- le migrazioni (gene flow), che è l'unico agente in grado di allargare e "mescolare" i pool genici di differenti popolazioni.

## Le forze guida dell'evoluzione molecolare
In base all'importanza che viene assegnata alle varie forze che muovono l'evoluzione sono state sviluppate tre diverse spiegazioni per l'evoluzione molecolare.
Anche se riconoscono l'importanza della deriva genica per le mutazioni silenti i sostenitori della ipotesi selezionista affermano che il vero motore dell'evoluzione è una selezione e bilanciamento delle mutazioni positive. Queste ipotesi sono spesso basate al più ampio concetto di panselezionismo, ovvero sull'idea che la selezione è l'unica forza abbastanza forte con cui su può spiegare l'evoluzione, relegando così deriva genica e mutazioni ad un ruolo minore.
L'ipotesi neutralista, invece, punta sull'importanza delle mutazioni, piuttosto che su deriva e selezione. L'introduzione della teoria neutrale dell'evoluzione, ad opera di Motoo Kimura, seguito rapidamente dalle conclusioni ottenute in modo indipendente da Jack L. King and Thomas H. Jukes, hanno portato ad un acceso dibattito riguardo alla rilevanza del neodarwinismo a livello molecolare. La più recente esposizione della teoria neutrale dell'evoluzione ha esteso la prospettiva neutralista, suggerendo che parecchie mutazioni sono quasi neutrali; il che significa che sia la deriva casuale che la selezione naturale sono rilevanti per la loro dinamica.
La ipotesi mutazionista, infine, enfatizza il ruolo della deriva genica e di altri effetti di distorsione nel modo con cui varia la diffusione e distribuzione delle mutazioni. Suedoka fu il primo a proporre un moderno punto di vista mutazionista. Propose che la variabilità nel contenuto di GC non è stato il risultato di una selezione positiva, ma una conseguenza della pressione mutazionale di GC.

## Applicazioni e discipline correlate
Nel corso del tempo, l'evoluzione, operando al livello molecolare, ha generato la grande variabilità genotipica (e quindi fenotipica) che abbiamo oggi tra i diversi organismi. In genere, si può affermare che molte sequenza di DNA (sia codificante che regolatorio) si sono preservate nei vari rami in cui si sono divise le specie e questo perché favorevoli per le stesse (selezione stabilizzante); altre sequenze invece si sono modificate col tempo e, in molti casi, per selezione positiva: si sono cioè "evolute" in modo da conferire vantaggi evolutivi alle specie che le ereditavano. Questo insieme di somiglianze e differenze sono utilizzate in diversi campi di ricerca tra cui i più importanti sono la sistematica molecolare e la genomica comparativa. In tutti i casi le relazioni che intercorrono tra i genomi dei vari organismi sono state messe alla luce soprattutto grazie al sequenziamento di sempre più genomi (o porzioni di esso) di diverse specie e grazie a tecniche come la ricerca BLAST.

### Studi molecolari di filogenesi
La sistematica molecolare è una branca che si origina dai tradizionali campi della sistematica e della genetica molecolare. Il suo scopo è di utilizzare i dati sulla costituzione molecolare (del DNA o dell'RNA) degli organismi biologici e applicarli alla risoluzione di problemi di sistematica; ad esempio fornisce ulteriori informazioni, usando il punto di vista della biologia evolutiva, per la classificazione scientifica e la tassonomia. Si usano, in pratica le differenze e somiglianze tra genomi per quantificare (in modo approssimativo) il grado di parentela delle due specie a cui appartengono e il momento nella storia evolutiva in cui si sono divise. Spesso questo risultato si ottiene tenendo conto del cosiddetto orologio molecolare: questo modello matematico permette di determinare la "lontananza" evolutiva in base al numero e tipo di differenze tra genomi. Le analisi di sistematica molecolare richiedono di solito di sequenziare intorno al migliaio di coppie di basi.

### Genomica comparativa
La genomica comparativa è lo studio delle relazioni tra genomi di specie differenti. Questa disciplina si è  sviluppata per trovare DNA funzionale (il cosiddetto gene finding) in genomi complessi studiando quelle più semplici. Anche qui si vanno a identificare sequenze analoghe o simili in genomi diversi: se si isola un gene con una nuova funzione in un organismo si possono cercare sequenze analoghe in altre specie (per esempio l'uomo) e, se trovate, potrebbero avere lo stesso scopo anche in esse. Oppure studiando sequenze parzialmente analoghe si può studiare come ha operato l'evoluzione sul genoma e con quali effetti biochimici e morfologici, ad esempio l'evoluzione dell'azione e funzione di proteine.

## Studiosi chiave dell'evoluzione molecolare
Alcuni studiosi che hanno dato un contributo significativo allo sviluppo di questo campo:
- Motoo Kimura — Teoria neutrale
- Masatoshi Nei — Adattazionismo
- Walter M. Fitch — Ricostruzione filogenetica
- Joe Felsenstein — Metodi filogenici
- Susumu Ohno — Duplicazione genica
- John H. Gillespie — Matematica dell'adattamento

## Giornali e società
I giornali dedicati all'evoluzione molecolare includono: Molecular Biology and Evolution, Journal of Molecular Evolution e Molecular e Phylogenetics and Evolution. Ricerche in questo ambito sono pubblicate anche da giornali di genetica, biologia molecolare, genomica, sistematica e biologia dell'evoluzione. La Society for Molecular Biology and Evolution pubblica la rivista "Molecular Biology and Evolution" e tiene sull'argomento ogni anno un meeting internazionale.